# Stade Percival-Molson
Le stade Percival-Molson est un stade extérieur de football canadien, de soccer et d'athlétisme qui a été inauguré le 22 octobre 1915. Il appartient à l’Université McGill et est situé à Montréal. Sa grande popularité est due au fait que les Alouettes, équipe de la Ligue canadienne de football, joue depuis 1998 dans ce stade, ayant abandonné le grand Stade olympique, sauf pour quelques occasions. Situé sur le  versant du mont Royal, le stade Percival-Molson peut accueillir plus de 25 012 spectateurs. C'est le deuxième plus grand stade dans la ville de Montréal.

## Histoire

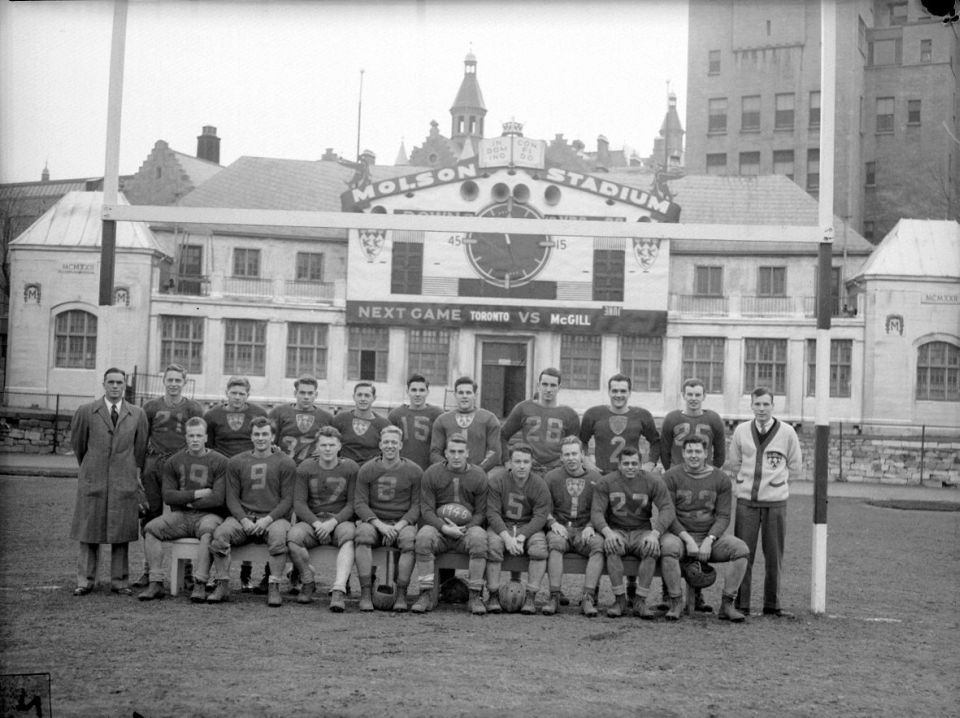
Les entraîneurs et les joueurs d'une équipe de football sur le terrain du stade Molson en 1946

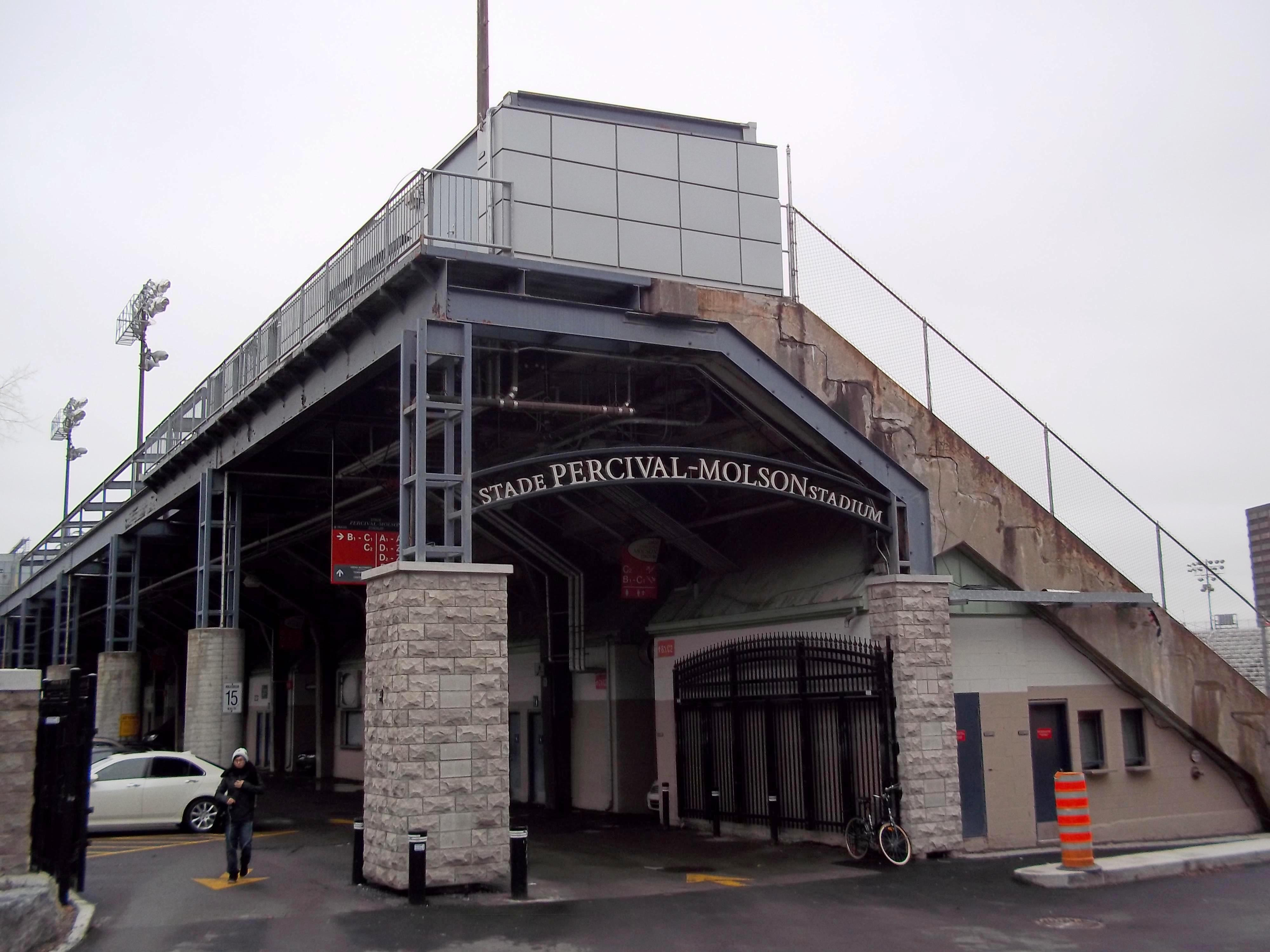
Stade Percival-Molson

Inauguré en 1915, le stade fut baptisé Percival Molson en 1919, du nom d'un athlète étoile de l'Université McGill, tué lors de la Première Guerre mondiale et qui a légué 75 000 $ pour la construction d'un stade. Doté d'une vue imprenable sur le centre-ville de Montréal, depuis le haut du mont Royal, le stade demeure l'un des endroits les plus spectaculaires au Canada pour assister à un événement sportif en tant que spectateur.
Le Stade Percival-Molson est devenu le domicile de l'équipe de football de l'Association athlétique amateur de Montréal (M.A.A.A.), le prédécesseur des Alouettes de Montréal. Au cours des années 1930, la capacité du stade est devenue insuffisante et une expansion graduelle s'est amorcée. Les sièges ont été reconstruits, le premier système d'éclairage extérieur au Canada et un système de son pour un annonceur maison ont été installés. Un gradin du côté sud a été construit et le côté nord a été surélevé, ce qui a porté la capacité du stade à environ 19 500 sièges au début des années 1960. L'équipe de football de McGill attirait de bonnes foules durant ces années et un record de 19 386 spectateurs a été enregistré lors d'un match en 1950.
Les foules pour le sport interuniversitaire de McGill ont considérablement diminué au Stade Molson mais un projet de rénovation financé par le gouvernement l'a rajeuni, notamment grâce à l'installation d'une surface de gazon artificielle en 1975, pour que le stade puisse être utilisé comme terrain de hockey sur gazon pour les Jeux olympiques d'été de 1976. C'était alors la première fois qu'une surface de gazon artificielle était utilisée aux Jeux olympiques. La capacité du stade pour les foules des Jeux olympiques a temporairement augmenté à plus de 20 000 sièges.
Depuis 1998, les Alouettes de Montréal joue la presque totalité de leurs matchs au stade Percival-Molson après avoir réalisé des travaux de rénovation qui ont reconfiguré la capacité du stade à 17 317 places. La capacité a ensuite augmenté à 19 601 lors de la saison 2001, puis à 20 002 en 2002, à 20 202 en 2003, et à 25 012 places depuis 2010.

## Agrandissement
En 2010, un projet de 29,4 millions de dollar vise à augmenter la capacité du plus petit stade de la LCF. Avec l'ajout de 3 800 sièges et l'ajout de 19 nouvelles suites privées, les coûts sont répartis avec le gouvernement du Québec (19,3 M$), la ville de Montréal (4 M$) et Robert Wetenhall, propriétaire de l'équipe (6,02 M$),,.

## Événements
- Jeux olympiques d'été de 1976